# Platges de Puerto Chico i la Romanela
Les Platges de Puerto Chico i la Romanela es troben en el conceyu asturià de Navia i pertany a la localitat asturiana de Vigo. Són dues petites cales amb forma de petxina i estan situades una a continuació de l'altra. Les longituds mitjanes són d'uns quinze i trenta m i una amplària mitjana d'uns 7-8 m. El seu entorn és rural, amb un grau d'urbanització baix i una perillositat alta. L'accés per als vianants és d'uns cinc-cents m de longitud. El jaç d'ambdues és de roca i té un grau d'ocupació baix.
La platja de la Romanela és amplia amb gran quantitat de roques disseminades que tenen un gran atractiu i té a continuació,cap a l'est, les platges de «Arrexane» i «La Tornil» arribant els entrants i sortints rocosos fins a la veïna Platja de Barayo, ja al conceyu de Valdés. La platja de «Puerto Chico», que està a l'abric d'un vessant rocós, desapareix en les plenamars.